# Seznam vrcholů ve Veporských vrších

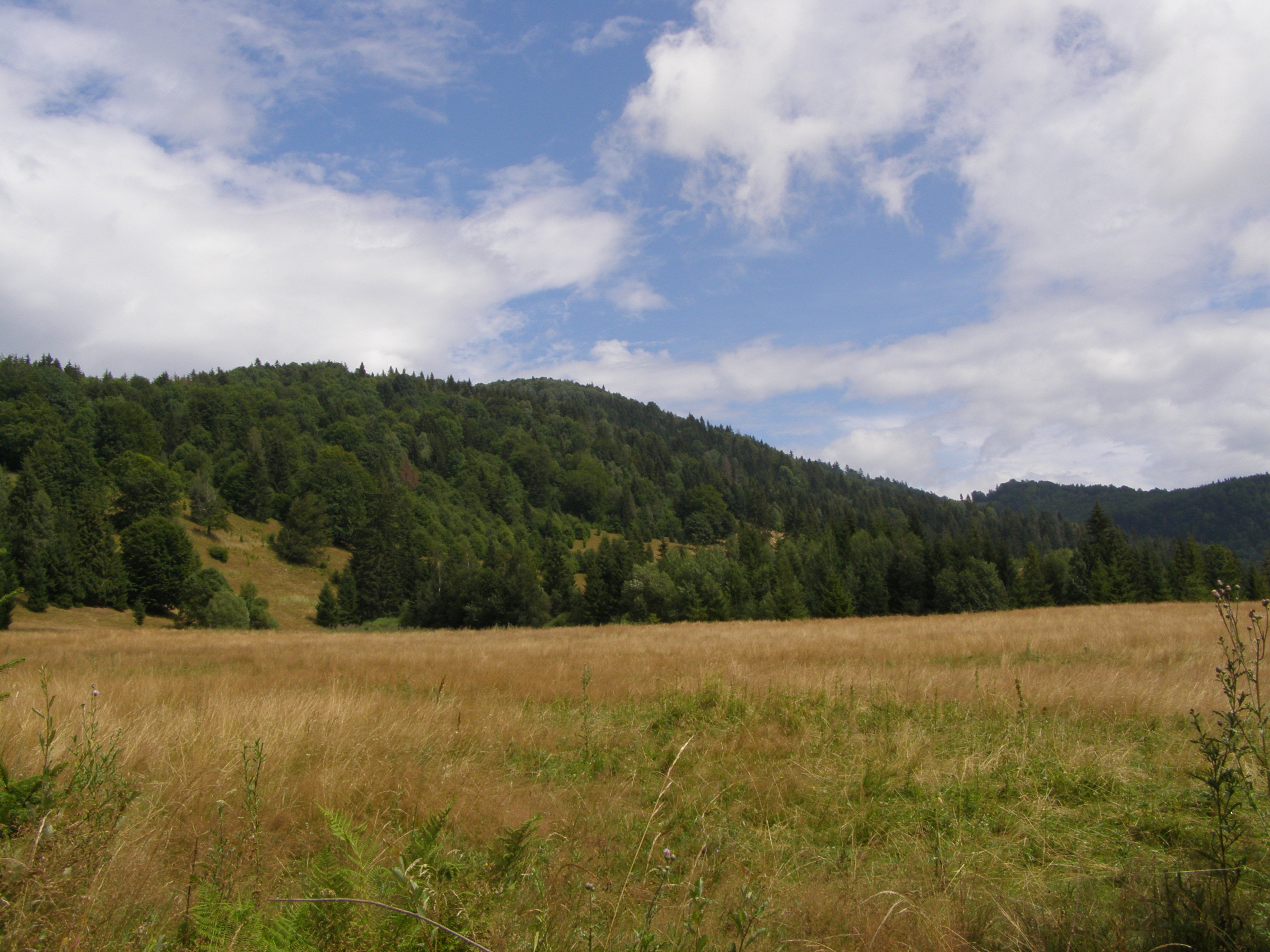
Fabova hoľa (1439 m)

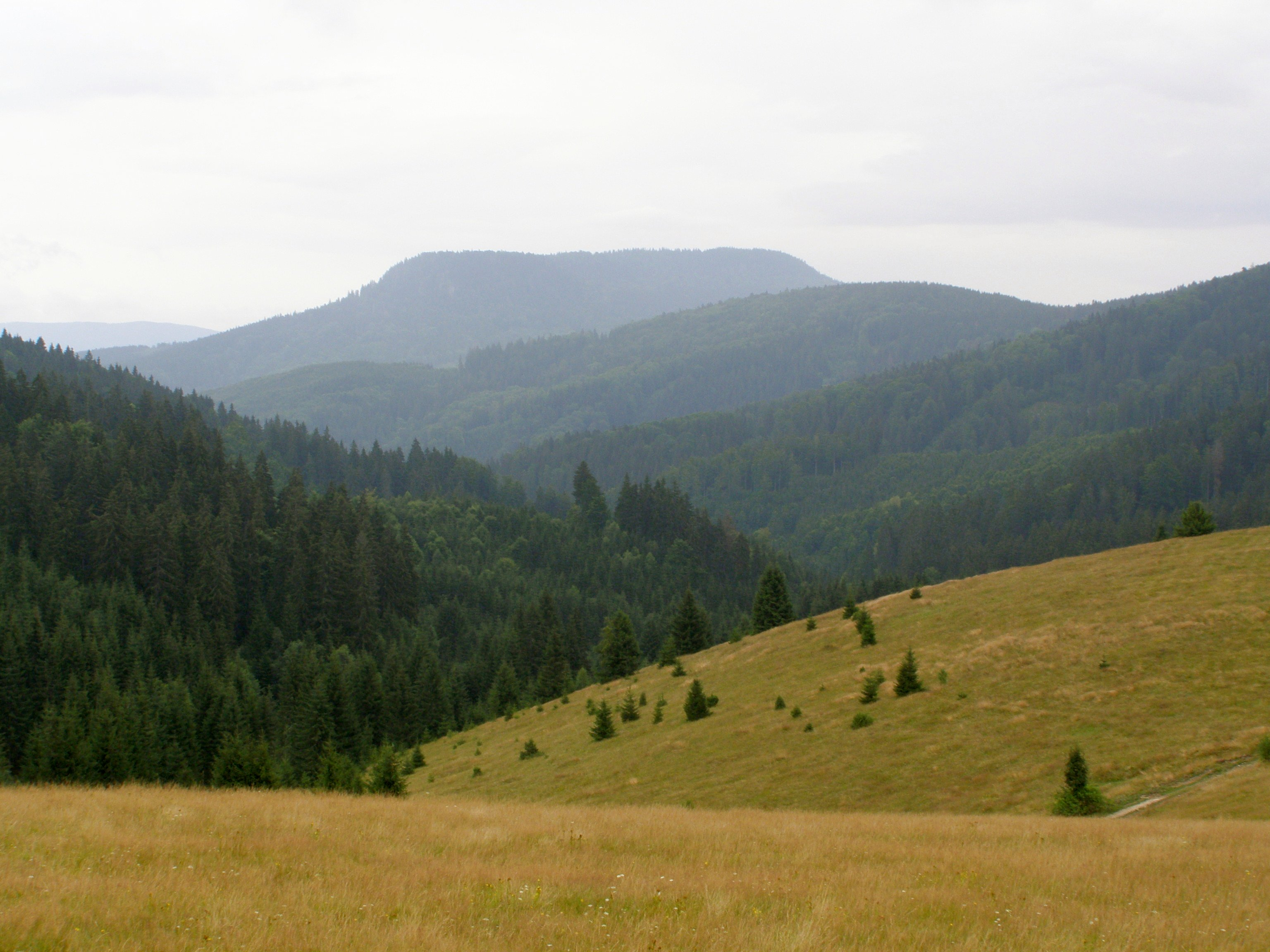
Klenovský Vepor (1338 m)

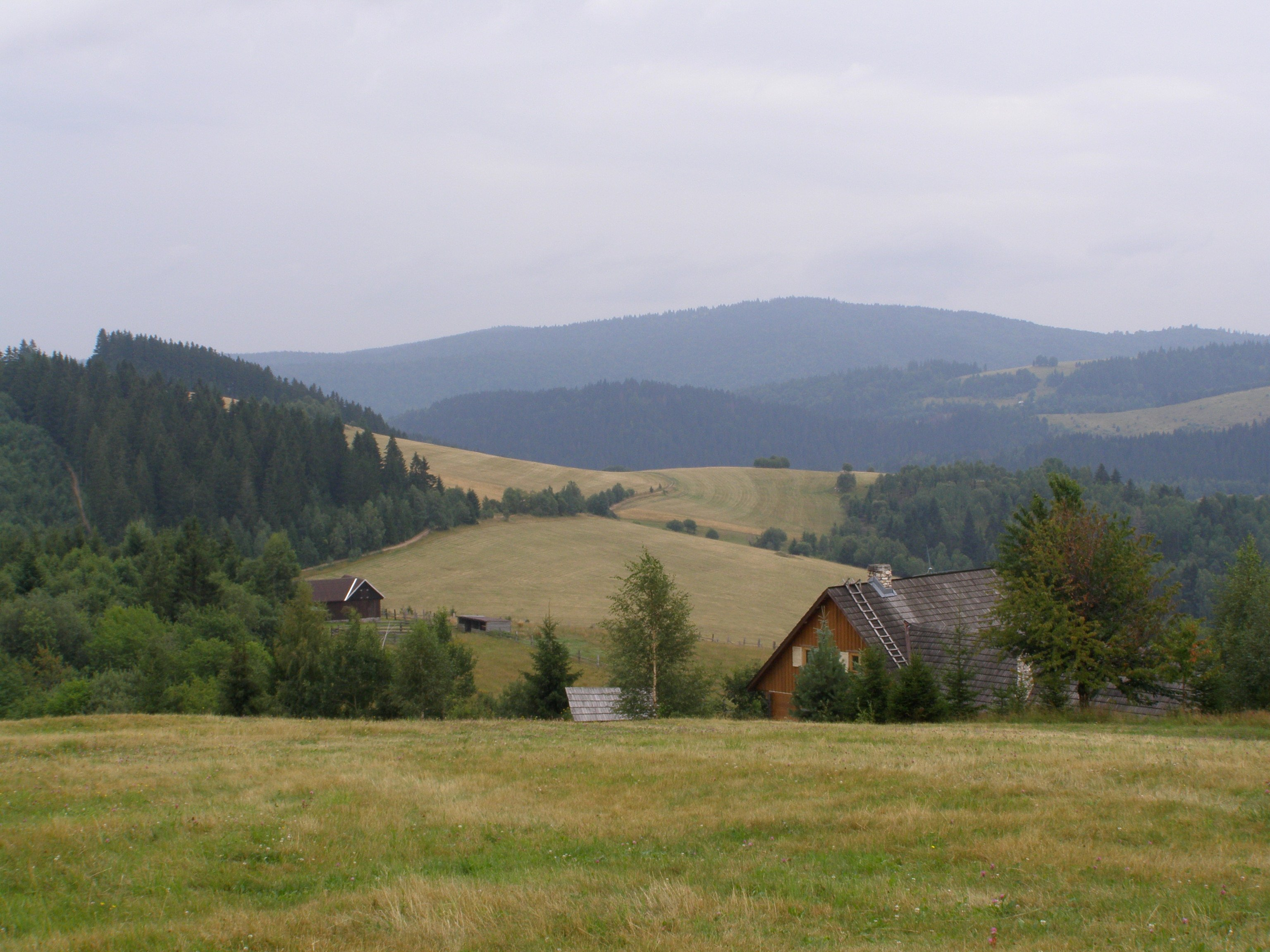
Dlhý grúň (1061 m)

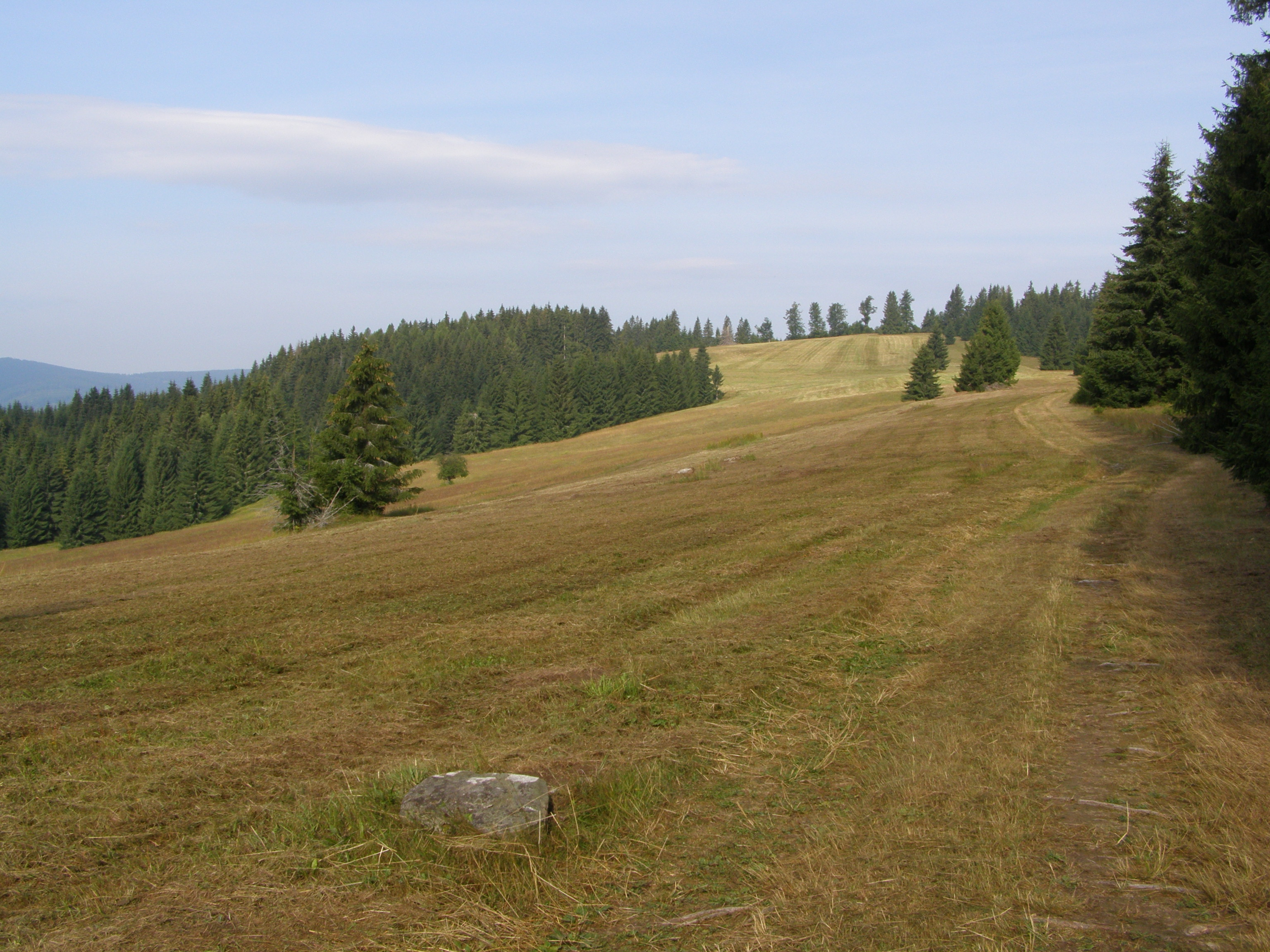
Obrubovanec (1020 m)

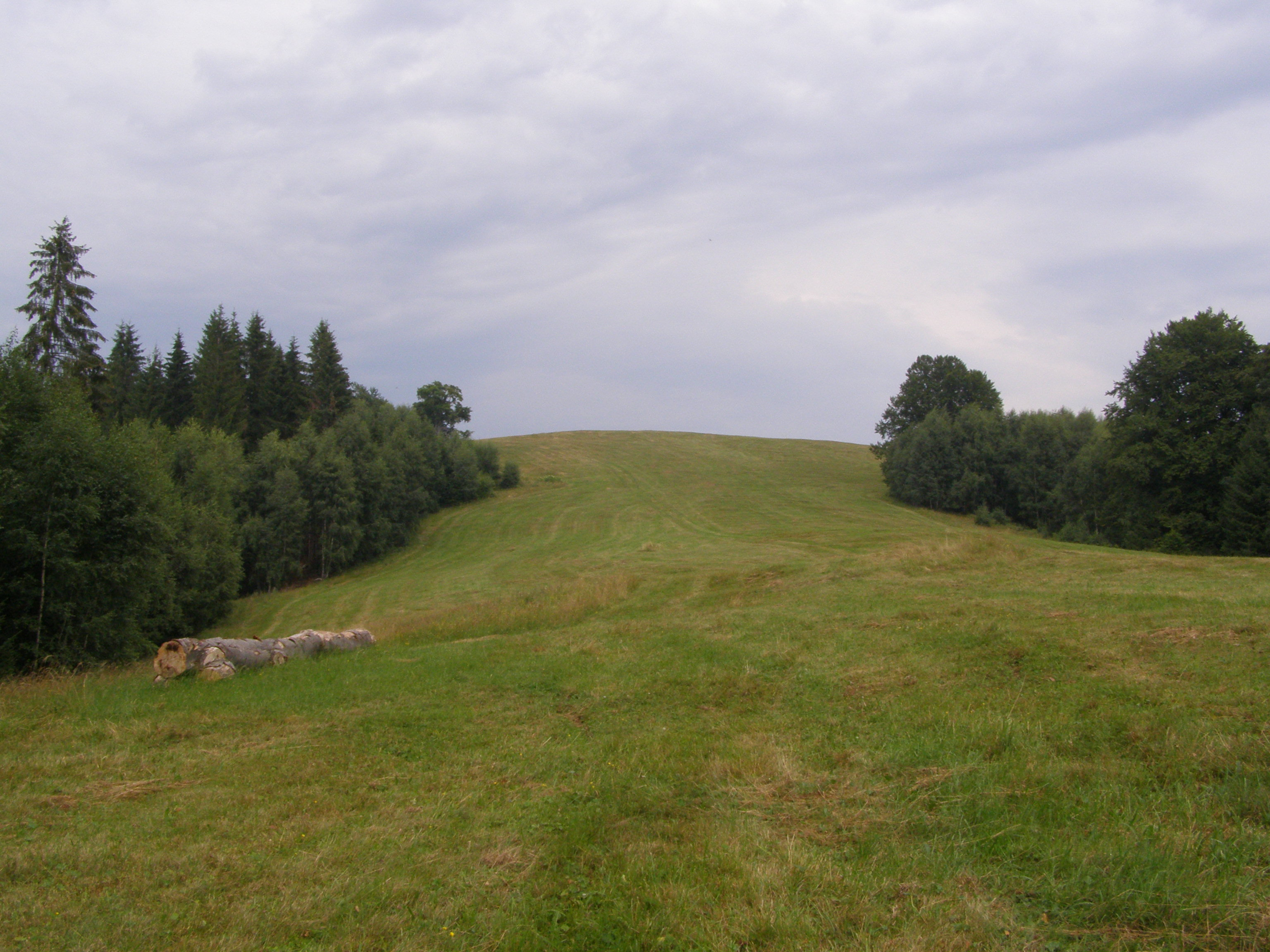
Zákľuky (1012 m)

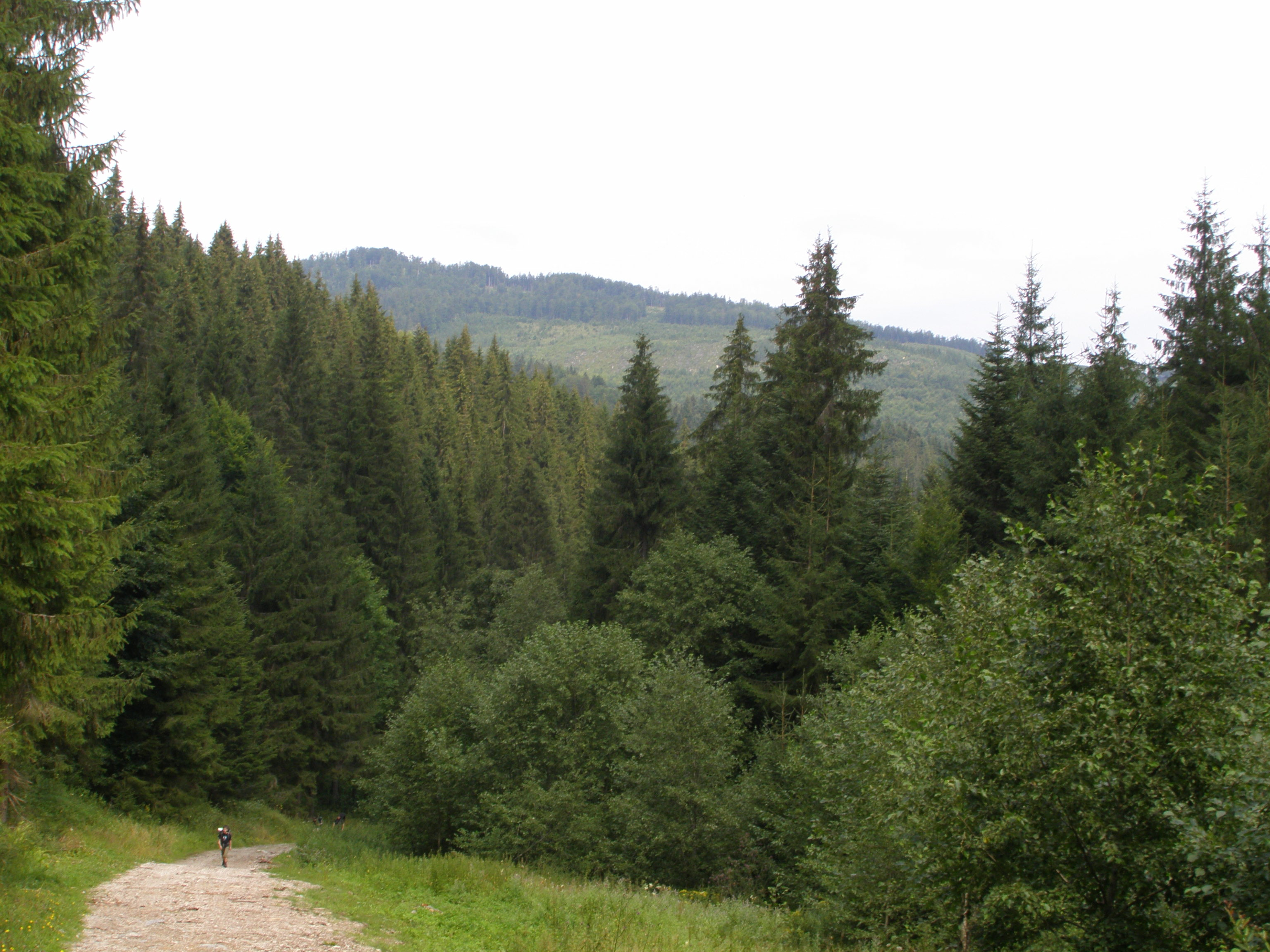
Gazdov (1009 m)

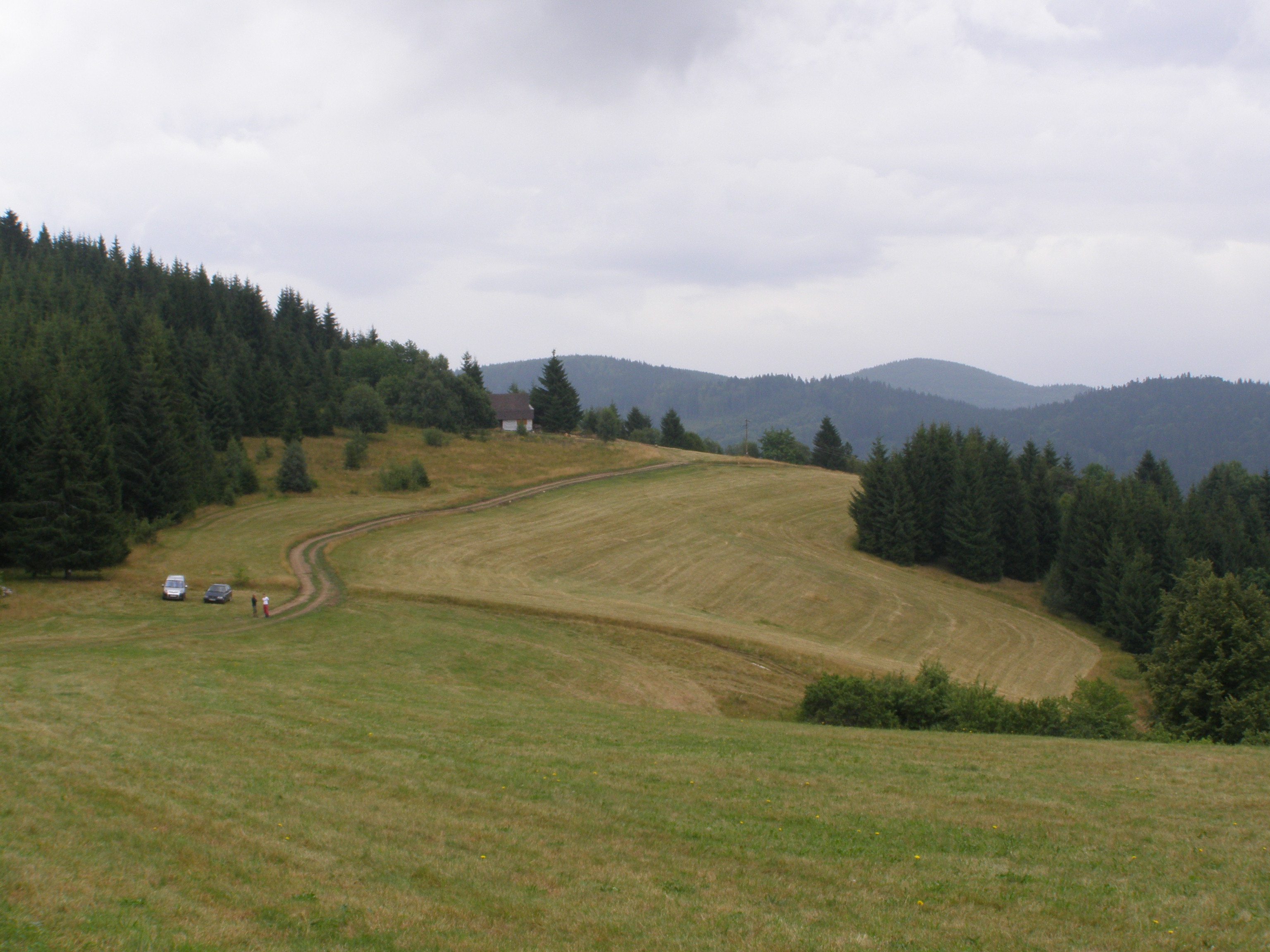
Sedmák (1004 m)

Seznam vrcholů ve Veporských vrších zahrnuje pojmenované vrcholy s nadmořskou výškou nad 1000 m. K sestavení seznamu bylo použito map dostupných na stránkách hiking.sk. Jako hranice pohoří byla uvažována hranice stejnojmenného geomorfologického celku.

## Seznam vrcholů
| #   | Vrchol           | Výška (m) | Souřadnice                       | Podcelek           | Přístup                                             |
| --- | ---------------- | --------- | -------------------------------- | ------------------ | --------------------------------------------------- |
| 1.  | Fabova hoľa      | 1439      | 48°46′24″ s. š., 19°53′08″ v. d. | Fabova hoľa        | modrá turistická značka · zelená turistická značka  |
| 2.  | Javorinka        | 1435      | 48°46′59″ s. š., 19°52′24″ v. d. | Fabova hoľa        | neznačeno                                           |
| 3.  | Psica            | 1397      | 48°47′05″ s. š., 19°51′13″ v. d. | Fabova hoľa        | neznačeno                                           |
| 4.  | Malá Smrekovica  | 1375      | 48°47′29″ s. š., 19°53′58″ v. d. | Fabova hoľa        | neznačeno                                           |
| 5.  | Klenovský Vepor  | 1338      | 48°41′19″ s. š., 19°46′08″ v. d. | Balocké vrchy      | červená turistická značka                           |
| 6.  | Veľká Smrekovica | 1322      | 48°48′01″ s. š., 19°52′39″ v. d. | Fabova hoľa        | neznačeno                                           |
| 7.  | Lešník           | 1312      | 48°47′28″ s. š., 19°50′18″ v. d. | Fabova hoľa        | neznačeno                                           |
| 8.  | Vysoký vrch      | 1263      | 48°45′23″ s. š., 19°54′50″ v. d. | Fabova hoľa        | neznačeno                                           |
| 9.  | Skalka           | 1256      | 48°48′24″ s. š., 19°53′28″ v. d. | Fabova hoľa        | neznačeno                                           |
| 10. | Ďurová           | 1228      | 48°48′00″ s. š., 19°49′28″ v. d. | Fabova hoľa        | neznačeno                                           |
| 11. | Slatvinské       | 1213      | 48°48′32″ s. š., 19°54′56″ v. d. | Fabova hoľa        | neznačeno                                           |
| 12. | Čierťaž          | 1204      | 48°46′05″ s. š., 19°27′36″ v. d. | Čierťaž            | neznačeno                                           |
| 13. | Blato            | 1195      | 48°47′27″ s. š., 19°48′58″ v. d. | Fabova hoľa        | neznačeno                                           |
| 14. | Jeleňová         | 1174      | 48°44′20″ s. š., 19°29′18″ v. d. | Čierťaž            | neznačeno                                           |
| 15. | Veľké Čelno      | 1172      | 48°45′36″ s. š., 19°28′48″ v. d. | Čierťaž            | žlutá turistická značka                             |
| 16. | Železná brána    | 1164      | 48°39′16″ s. š., 19°44′28″ v. d. | Balocké vrchy      | neznačeno                                           |
| 17. | Chocholná        | 1162      | 48°36′07″ s. š., 19°38′50″ v. d. | Sihlianska planina | neznačeno                                           |
| 18. | Kolba            | 1162      | 48°45′09″ s. š., 19°27′05″ v. d. | Čierťaž            | neznačeno                                           |
| 19. | Mitrová          | 1154      | 48°46′09″ s. š., 19°29′49″ v. d. | Čierťaž            | žlutá turistická značka                             |
| 20. | Čierny vrch      | 1153      | 48°49′06″ s. š., 19°55′07″ v. d. | Fabova hoľa        | neznačeno                                           |
| 21. | Michalová        | 1149      | 48°48′13″ s. š., 19°46′33″ v. d. | Fabova hoľa        | neznačeno                                           |
| 22. | Kučalach         | 1141      | 48°44′45″ s. š., 19°52′38″ v. d. | Fabova hoľa        | neznačeno                                           |
| 23. | Tri chotáre      | 1141      | 48°39′38″ s. š., 19°43′40″ v. d. | Balocké vrchy      | červená turistická značka · modrá turistická značka |
| 24. | Černákov vrch    | 1138      | 48°49′13″ s. š., 19°57′09″ v. d. | Fabova hoľa        | neznačeno                                           |
| 25. | Kráľovská hora   | 1131      | 48°48′13″ s. š., 19°50′50″ v. d. | Fabova hoľa        | neznačeno                                           |
| 26. | Rozsypok         | 1128      | 48°41′42″ s. š., 19°48′13″ v. d. | Balocké vrchy      | červená turistická značka                           |
| 27. | Žliabky          | 1128      | 48°44′31″ s. š., 19°27′11″ v. d. | Čierťaž            | modrá turistická značka                             |
| 28. | Drahová          | 1118      | 48°37′08″ s. š., 19°42′03″ v. d. | Balocké vrchy      | červená turistická značka                           |
| 29. | Bykovo           | 1110      | 48°34′56″ s. š., 19°39′49″ v. d. | Sihlianska planina | červená turistická značka                           |
| 30. | Čierťaž          | 1102      | 48°37′27″ s. š., 19°39′24″ v. d. | Sihlianska planina | červená turistická značka                           |
| 31. | Magura           | 1101      | 48°48′41″ s. š., 19°50′33″ v. d. | Fabova hoľa        | neznačeno                                           |
| 32. | Gindura          | 1098      | 48°50′08″ s. š., 20°01′44″ v. d. | Fabova hoľa        | žlutá turistická značka                             |
| 33. | Machnáčov grúň   | 1097      | 48°40′33″ s. š., 19°45′16″ v. d. | Balocké vrchy      | červená turistická značka                           |
| 34. | Holý vrch        | 1096      | 48°47′02″ s. š., 19°28′44″ v. d. | Čierťaž            | neznačeno                                           |
| 35. | Široký grúň      | 1093      | 48°41′59″ s. š., 19°47′08″ v. d. | Balocké vrchy      | neznačeno                                           |
| 36. | Rácovo           | 1089      | 48°48′39″ s. š., 19°59′39″ v. d. | Fabova hoľa        | neznačeno                                           |
| 37. | Šopisko          | 1084      | 48°40′15″ s. š., 19°44′02″ v. d. | Balocké vrchy      | červená turistická značka                           |
| 38. | Báňova           | 1078      | 48°42′43″ s. š., 19°48′39″ v. d. | Balocké vrchy      | neznačeno                                           |
| 39. | Tlstý javor      | 1068      | 48°41′02″ s. š., 19°38′27″ v. d. | Balocké vrchy      | neznačeno                                           |
| 40. | Skalka           | 1064      | 48°36′31″ s. š., 19°38′38″ v. d. | Sihlianska planina | neznačeno                                           |
| 41. | Dlhý grúň        | 1061      | 48°40′23″ s. š., 19°39′38″ v. d. | Balocké vrchy      | červená turistická značka                           |
| 42. | Kostolný vrch    | 1058      | 48°42′17″ s. š., 19°50′35″ v. d. | Balocké vrchy      | neznačeno                                           |
| 43. | Turníky          | 1052      | 48°42′27″ s. š., 19°30′00″ v. d. | Balocké vrchy      | neznačeno                                           |
| 44. | Suchá            | 1041      | 48°44′29″ s. š., 19°30′13″ v. d. | Čierťaž            | neznačeno                                           |
| 45. | Bánovo           | 1039      | 48°42′59″ s. š., 19°49′42″ v. d. | Balocké vrchy      | neznačeno                                           |
| 46. | Nad Králičkou    | 1037      | 48°40′09″ s. š., 19°42′05″ v. d. | Balocké vrchy      | neznačeno                                           |
| 47. | Vasilov          | 1037      | 48°49′29″ s. š., 19°59′46″ v. d. | Fabova hoľa        | neznačeno                                           |
| 48. | Oltárne          | 1034      | 48°39′29″ s. š., 19°47′05″ v. d. | Balocké vrchy      | neznačeno                                           |
| 49. | Ostrý grúň       | 1032      | 48°43′40″ s. š., 19°28′29″ v. d. | Balocké vrchy      | neznačeno                                           |
| 50. | Obrubovanec      | 1020      | 48°41′14″ s. š., 19°36′19″ v. d. | Balocké vrchy      | neznačeno                                           |
| 51. | Smolová          | 1019      | 48°46′35″ s. š., 19°30′31″ v. d. | Čierťaž            | žlutá turistická značka                             |
| 52. | Zákľuky          | 1012      | 48°41′57″ s. š., 19°32′58″ v. d. | Balocké vrchy      | červená turistická značka                           |
| 53. | Gazdov           | 1009      | 48°43′15″ s. š., 19°31′09″ v. d. | Balocké vrchy      | neznačeno                                           |
| 54. | Brzáčka          | 1005      | 48°45′58″ s. š., 19°25′19″ v. d. | Čierťaž            | neznačeno                                           |
| 55. | Sedmák           | 1004      | 48°39′42″ s. š., 19°40′31″ v. d. | Balocké vrchy      | červená turistická značka                           |
| 56. | Bánsky grúň      | 1003      | 48°38′07″ s. š., 19°40′38″ v. d. | Balocké vrchy      | neznačeno                                           |
| 57. | Pomývačný grúň   | 1002      | 48°43′11″ s. š., 19°47′06″ v. d. | Balocké vrchy      | neznačeno                                           |
| 58. | Holý vrch        | 1000      | 48°46′36″ s. š., 19°25′48″ v. d. | Čierťaž            | neznačeno                                           |
| 59. | Lômik            | 1000      | 48°44′10″ s. š., 19°47′11″ v. d. | Balocké vrchy      | neznačeno                                           |